# Stelis umbriae
Stelis umbriae är en orkidéart som beskrevs av Rudolf Schlechter. Stelis umbriae ingår i släktet Stelis och familjen orkidéer. Inga underarter finns listade i Catalogue of Life.